# Cerro Chango
Cerro Chango är en kulle i Antarktis. Den ligger i Sydshetlandsöarna. Argentina, Chile och Storbritannien gör anspråk på området.
Terrängen runt Cerro Chango är huvudsakligen platt, men söderut är den kuperad. Havet är nära Cerro Chango norrut. Trakten är obefolkad. 